# Benewicze
Benewicze – osada leśna w Polsce położona w województwie wielkopolskim, w powiecie wrzesińskim, w gminie Pyzdry. Miejscowość wchodzi w skład sołectwa Kruszyny.
Po raz pierwszy informacje o osadzie pojawiły się w 1387 roku w dokumentach zakupu tutejszego majątku. W 1549 roku potwierdza to dekret króla Zygmunta Augusta. W latach 1975–1998 miejscowość administracyjnie należała do województwa konińskiego.